# Thomas Ceccon
Thomas Ceccon (Thiene, 27 gennaio 2001) è un nuotatore italiano.
Ha rappresentato l'Italia in due edizioni dei Giochi olimpici estivi (Tokyo 2020 e Parigi 2024), vincendo due medaglie di bronzo.

## Biografia
Thomas Ceccon nasce a Thiene nel 2001 ed è originario della frazione scledense di Magrè.
A otto anni è avviato alla pratica natatoria dai genitori Gioia e Loris, sulle orme del fratello maggiore Efrem. La formazione sportiva e agonistica del ragazzo matura in seno alla società vicentina Leosport, presso la piscina comunale di Creazzo. Inizialmente è l'allenatrice Anna Vallarsa a occuparsi di Thomas, mentre in seguito viene assegnato al tecnico Alberto Burlina. Ed è proprio con Burlina che Ceccon inizia a gareggiare e a cogliere i primi successi giovanili, affermandosi nel giro di pochi anni come una delle più interessanti promesse del nuoto italiano.
Nel settembre 2017, a sedici anni, si trasferisce a Verona e inizia ad allenarsi al Centro Federale "Alberto Castagnetti", condividendo l'impianto con altri nuotatori della Nazionale, tra i quali l'olimpionica e pluri-iridata Federica Pellegrini.
Nel 2018 entra a far parte del Gruppo Sportivo Fiamme Oro, pur mantenendo il tesseramento con la società di appartenenza Leosport. Nel 2020 supera l'esame di maturità e si diploma al Liceo Sportivo.
È tifoso del L.R. Vicenza.
È amico del nuotatore coetaneo Federico Burdisso.

## Carriera

### 2010-2017: i primi anni
Nel 2010-2011 Thomas Ceccon partecipa ai primi meeting giovanili, esprimendosi nello stile libero e nel delfino. Nelle stagioni seguenti progredisce sensibilmente e inizia a competere alle prime gare e trofei regionali, classificandosi regolarmente come il migliore tra i suoi coetanei. Nel luglio 2014, contemporaneamente alle numerose vittorie di categoria e ai progressi cronometrici, si segnala il primo confronto con Federico Burdisso al "XX Campionato Nazionale Esordienti A per Squadre Regionali". Curiosamente la prima sfida di quella che costituirà, negli anni a seguire, una combattuta serie di incroci a livello nazionale giovanile, avviene nei 400 m stile libero, distanza nella quale nessuno dei due si specializzerà a livello assoluto e che nell'occasione vedrà prevalere il pavese.
La stagione 2014-2015 costituisce un'annata importante per la crescita di Ceccon, che esplora tutte le distanze dello stile libero, del dorso, del delfino e dei misti, palesando una notevole polivalenza. Anni dopo, parlando di lui l'allenatore Burlina lo inserirà in quella schiera di nuotatori azzurri "eclettici", così come lo furono a suo tempo Luca Sacchi, Luca Marin e Alessio Boggiatto. A marzo 2015 partecipa per la prima volta Criteria Nazionali Giovanili, una delle principali manifestazioni natatorie giovanili nazionali: iscritto a sei gare individuali e a una staffetta, Ceccon ottiene cinque vittorie stabilendo tre record di categoria, un secondo posto e un tredicesimo posto di staffetta. Nel mese di giugno prende parte al suo primo Trofeo Settecolli, ma non supera le batterie eliminatorie di 50 m dorso e 100 m dorso.
La stagione 2015-2016 si apre con l'esordio ai Campionati italiani invernali di nuoto. All'età di 14 anni, Thomas si misura con i più forti interpreti italiani di 50 m farfalla (36º), 100 m dorso (23º) e 50 m dorso (32º).
Dopo avere dominato nuovamente ai Criteria Nazionali Giovanili, Ceccon torna a Riccione per gli Assoluti primaverili ad aprile 2016, ove registra come migliore risultato la quarta posizione nella finale B dei 50 m dorso. Le prestazioni stagionali gli garantiscono la convocazione ai Campionati europei giovanili di Hódmezővásárhely, che rappresenta una buona esperienza di gara oltre i confini nazionali; in Ungheria il ragazzo si cimenta nel dorso, nel delfino e nei misti, mancando la qualificazione alle semifinali.
Il primo appuntamento importante è dato dai Campionati italiani invernali in vasca lunga, onorati con l'undicesimo posto comprensivo di record italiano ragazzi (50"42) nei 100 m stile libero. La marcia di avvicinamento alle manifestazioni giovanili estivi da parte del talento scledense è densa di miglioramenti rilevabili in tutti gli stili, con numerosi record personali e di categoria abbattuti. Ai Criteria di marzo 2017 Thomas Ceccon si impone in tutte e sei le gare individuali a cui è iscritto, firmando quattro record di categoria e battendo i coetanei anche in una distanza a lui poco congeniale come i 100 m rana.
Ai campionati primaverili di Riccione sfiora il podio nei 50 m dorso (4º in 25"71).
A fine giugno Ceccon vola a Netanya per gli Eurojunior, questa volta impreziositi dalla medaglia d'oro nella 4x100 m mista assieme ai compagni Nicolò Martinenghi, Federico Burdisso e Davide Nardini; l'ottimo lancio di Ceccon a dorso in 54"72 spiana la strada alla progressione di Martinenghi, che guadagna un margine non recuperabile dalla squadra russa seconda classificata. Un altro oro giunge dalla 4x100 m mista M/F, gara in cui Ceccon nuota solo la batteria.
Un mese più tardi, in Ungheria ha luogo il Festival olimpico della gioventù europea, manifestazione in cui Thomas vince l'oro nei 200 m misti, il bronzo nei 100 m stile libero e altre quattro medaglie di staffetta, con il rammarico di non aver acceduto alla finale dei 100 m dorso a causa di una batteria nuotata ben al di sotto delle proprie potenzialità. A conclusione di un'estate densa di appuntamenti, Ceccon partecipa anche ai mondiali junior di Indianapolis, dove finisce terzo con la staffetta 4x100 m mista; un anno più tardi alla staffetta sarà assegnata la medaglia d'argento, conseguentemente alla squalifica del quartetto statunitense (primo classificato) per la positività all'antidoping di uno dei suoi componenti.

### 2017-2019: debutto in nazionale
Un altro evento significativo del 2017 dell'allievo di Burlina è il trasferimento a Verona con la madre, che gli consentirà di allenarsi al Centro Federale. I vantaggi della scelta sono evidenti: la struttura dispone di una vasca olimpica coperta e di una palestra, ed è situata nelle vicinanze del Liceo Sportivo scelto per la prosecuzione degli studi. Nonostante l'ambientamento nella nuova città, Ceccon si presenta ai campionati italiani invernali (vasca 25 m) in buono stato di forma, vincendo il suo primo titolo nazionale assoluto nei 200 m misti (1'55"14) e, soprattutto, nuotando il tempo limite valido per la prima convocazione in Nazionale, in vista dei campionati europei di nuoto in vasca corta.
Il battesimo in azzurro a Copenaghen non è però all'altezza di quanto nuotato due settimane prima, dal momento che il giovane vicentino si ferma alle batterie sia nei 100 m dorso che nei 200 m misti e nei 100 m misti.
Gli effetti del lavoro al Centro Federale si vedono ad aprile 2018, ai campionati italiani primaverili, validi per la qualificazione ai campionati europei di nuoto estivi in programma a Glasgow. L'atleta della Leosport nuota infatti i nuovi record italiani juniores nei 100 m dorso (53"94) e nei 200 m misti (2'00"43), validi per vincere il titolo e, soprattutto, per il pass europeo.
Prima della manifestazione continentale assoluta, il programma di Thomas prevede la terza partecipazione all'Eurojunior, in quel di Helsinki; in Finlandia arriva un argento nella 4x100 m stile libero e un bronzo nella 4x100 m mista.
In agosto Ceccon si presenta a Glasgow per la sua prima manifestazione continentale in vasca lunga con la cuffia dell'Italia, i campionati europei di Glasgow. Il primo giorno disputa le batterie dei 50 m dorso e accede alla semifinale con il diciottesimo tempo (25"50), sfruttando il taglio dei russi Fesikov e Ulyanov (preceduti dai compagni Kolesnikov e Morozov). Nel pomeriggio si ripete al centesimo in semifinale, concludendo così all'ottavo posto della serie, sedicesimo complessivo e fuori dalla finale. Due giorni dopo torna in vasca per i 100 m dorso, riuscendo con due buone prestazioni a superare batterie (54"89) e semifinale (54"24). In finale Thomas non parte benissimo, ma recupera una posizione nei secondi cinquanta metri e termina quinto, a pari merito con l'altro italiano Simone Sabbioni, in un considerevole 53"85 che vale il record personale e di categoria. Grazie alla prestazione espressa Ceccon si guadagna la possibilità di nuotare la batteria della staffetta 4x100 m mista, in programma l'ultima mattina di gare e in cui l'Italia parte con ottime speranze di medaglia. Il quartetto composto da Ceccon, Pinzuti, Rivolta e Dotto, però, non riesce a far meglio del nono posto complessivo, mancando l'accesso alla finale per 47 centesimi e attirando sulla direzione tecnica della Nazionale diverse critiche, per aver sottostimato la batteria di qualificazione. In occasione della staffetta Thomas Ceccon nuota la frazione a dorso in 55"17, peggiorando il riscontro della finale individuale di 1"32 centesimi. In generale, la prima esperienza continentale importante di Thomas Ceccon si può considerare discreta: la crescita prestativa arriva infatti nel momento più importante della stagione, ossia nella finale individuale dell'Europeo, ma la staffetta mista evidenzia come il portacolori della Leosport debba ancora maturare quella costanza di rendimento indispensabile per ben figurare in contesti internazionali assoluti.
Il pieno riscatto arriva un mese più tardi ai Giochi olimpici giovanili di Buenos Aires. Iscritto a sei gare individuali e due staffette, Ceccon vince la medaglia d'oro nei 50 m stile libero, l'argento nei 50 m dorso e nei 200 m misti, il bronzo nei 100 dorso e con la staffetta 4x100 m mista, con il rammarico di non aver ripetuto in finale dei 50 farfalla il tempo della semifinale (23"46), che gli sarebbe valso la prima posizione in luogo della quarta (23"65).
Il 2018 risulta essere un anno importante anche sotto il profilo professionale, per Thomas: a giugno viene ufficialmente annoverato tra i vincitori del concorso pubblico per entrare nel Gruppo Sportivo Fiamme Oro.
Ai Campionati italiani invernali della stagione 2018/2019, il neo agente della Polizia di Stato si impone nei 200 m misti con il nuovo record italiano assoluto e junior (1'53"26), che vale la qualifica ai Campionati mondiali di nuoto in vasca corta.
Nel dicembre 2018 ai mondiali in corta di Hangzhou Ceccon, all'età di 17 anni e 318 giorni, rappresenta per la prima volta la Nazionale a un campionato mondiale assoluto disputando la batteria dei 100 m dorso, chiusa con un 51"30 che vale l'accesso alla semifinale. Appena un'ora e un quarto più tardi, però, è prevista anche la batteria dei 200 m misti, specialità in cui si presenta da fresco recordman italiano, ma che non riesce a onorare al meglio chiudendo in 1'56"20 (20º complessivo ed eliminato). Il Mondiale dello scledense termina con la semifinale dei 100 m dorso del giorno seguente, conclusa al 15º posto complessivo (50"96).
Ai Campionati italiani primaverili di Riccione disputatisi a inizio aprile 2019, Ceccon si aggiudica con facilità il titolo nei 50 m dorso e 100 m dorso, orfani dell'infortunato Simone Sabbioni, migliorando in entrambi i casi il proprio personale e stabilendo i due nuovi record italiani juniores in 25"20 e 53"60.
Nonostante l'appuntamento principale dell'estate siano i mondiali in vasca lunga di Gwangju, seguiti dai mondiali Junior, Ceccon decide di tornare per il quarto anno consecutivo all'Eurojunior, a caccia della medaglia d'oro mancata nelle prime due occasioni, e riuscendo nell'intento sia sui 50 m dorso che sulla doppia distanza. Ai sopracitati mondiali, invece, il 22 luglio 2019 agguanta la semifinale mondiale dei 100 m dorso con l'ultimo tempo d'ingresso. In serata manca l'accesso alla finale per otto decimi (54"20). Nei 50 m dorso in programma l'ultimo giorno di gare, invece, si ferma al 26º tempo delle eliminatorie (25"58).
In seguito al difficile esordio mondiale tra i grandi Ceccon vola a Budapest per il Mondiale Junior, ultimo appuntamento stagionale. Alla Duna Aréna vince l'oro nei 100 m dorso con il nuovo record italiano juniores (53"46), raddoppia nei 50 m farfalla (23"37) e contribuisce con due buone frazioni al bronzo nelle due staffette a stile libero, la 4x100 m maschile e la 4x100 m stile libero M/F. Un altro bronzo scivola di mano nella staffetta 4x100 m mista, squalificata per partenza anticipata di Federico Burdisso nella frazione a farfalla, ma in prima frazione Thomas abbassa ulteriormente il suo personale dei 100 m dorso (53"37) e mette nel mirino il primato nazionale di Simone Sabbioni (53"34).

### 2019-2021: record italiani e medaglie olimpiche
Un anno e mezzo dopo l'Europeo estivo, Glasgow torna a ospitare la massima rassegna continentale di nuoto fra le corsie, questa volta in vasca corta. Ceccon esordisce con la batteria della staffetta 4x50 m stile libero e nuotando 21"52 lanciato, tempo sufficiente per contribuire alla qualificazione ma non per la riconferma in quartetto la sera della finale; sostituito, assieme a Leonardo Deplano, da Federico Bocchia e Alessandro Miressi, il vicentino assiste dalle tribune alla sua prima medaglia seniores in Azzurro, che la staffetta si assicura conquistando la terza piazza dietro Russia e alla sorprendente Polonia, che con gli stessi elementi della batteria riesce a migliorarsi di 1"47. Nei giorni di gare successivi Ceccon manca la qualificazione alla finale con la 4x50 m mista M/F e nella prova dei 200 m misti. Riesce invece a superare il turno nei 50 m farfalla, uscendo di scena in semifinale, e ad approdare alla finale dei 100 m misti, dove chiude il suo campionato con un onorevole quarto posto (52"03).
Archiviato l'Europeo, Ceccon si presenta al Campionati italiani di Riccione con un programma gare insolitamente scarno, limitato a 100 m stile libero (8º con 49"30), 50 m farfalla (prima posizione e titolo italiano in 23"63) e 100 m farfalla (6º con 52"80). I propositi di qualificazione a Tokyo 2020 sono rimandati agli Assoluti primaverili di Riccione.
Il 2020 di Thomas Ceccon si apre al XXII Euro Meet di Lussemburgo, dove si esprime in modo convincente nei 100 m dorso (primo classificato in 53"80) e nei 100 m stile libero (48"98).
La lunga sosta primaverile forzata, dovuta allo scoppio della pandemia di COVID-19, restituisce un Ceccon solidissimo nei 100 m dorso, che nuota in un interessante 53"40 (ottenuto nonostante l'assenza del cosiddetto backstroke start device) al Trofeo Settecolli Frecciarossa valevole, eccezionalmente, come Campionati italiani estivi. La prestazione vale per il titolo di campione Italiano, ma il vincitore della serie e del Trofeo è il francese Mewen Tomac (53"29). Il giorno seguente Ceccon conquista anche i 50 m farfalla in 23"29, nuovo record italiano categoria cadetti.
La caccia a Tokyo 2020 passa per i Campionati italiani Invernali, dove si presenta in ottimo stato di forma. Nonostante il proibitivo tempo limite (52"8) richiesto dalla Federazione per la qualifica diretta ai Giochi, Ceccon riesce a qualificarsi siglando un tempo di 52"84, migliorando il record nazionale di mezzo secondo. Ceccon abbatte i propri personali anche nelle altre tre prove disputate: 100 m farfalla (52"36, 3º posto), 100 m stile libero (48"65) e 50 m farfalla (23"22).
A Tokyo 2020, nella sua gara preferita, Ceccon batte nuovamente il record italiano altre due volte: in batteria, dove ottiene il secondo miglior tempo con 52"49, e in finale, dove con 52"30 giunge al quarto posto. Un paio di giorni dopo partecipa ai 100 m stile libero, dove ottiene il miglior tempo in batteria con 47"71, venendo tuttavia eliminato in semifinale dove giunge dodicesimo con 48"05. La sua prima Olimpiade si conclude con due medaglie, una d'argento e una di bronzo ottenute nelle staffette 4x100m sl e 4x100m misti.
Conclude il 2021 partecipando agli europei in vasca corta di Kazan' (dove ha vinto la medaglia d'argento nei 200 metri misti e nella 4x100 metri stile libero e la medaglia di bronzo nei 50 metri farfalla) e ai mondiali in vasca corta di Abu Dhabi, conclusi con una medaglia d'argento nella 4x100 metri sl ed una medaglia di bronzo nei 100 metri misti.

### Dal 2022 al 2024: la consacrazione internazionale, il record del mondo e l'oro olimpico
Inizia il 2022 partecipando ai mondiali di Budapest, dove si afferma definitivamente a livello internazionale vincendo la medaglia d'oro nei 100 metri dorso e siglando il nuovo record del mondo in 51"60. Conquista il gradino più alto del podio anche nella 4x100 metri mista, gara nella quale la staffetta italiana ha eguagliato il record europeo, e centra anche la medaglia di bronzo nella 4x100 metri stile libero. Inoltre, nella stessa rassegna iridata ha siglato il record italiano nei 50 farfalla in 22"79 e nei 50 dorso in 24"46.
Nell'agosto dello stesso anno conquista ben sei medaglie durante gli europei di Roma. Per Ceccon sono arrivati due ori individuali (50 metri farfalla e 100 metri dorso) e due di squadra, con le staffette 4x100 metri stile libero e 4x100 metri mista. A Roma sono arrivati anche due argenti, nei 50 metri dorso e nella 4x100 metri mista mista. Con le sei medaglie capitoline Ceccon è diventato il primo uomo della storia della rassegna continentale a vincere titoli nel dorso, nella farfalla e nello stile libero. L'impresa è stata compiuta su distanze dove gli italiani mai si erano imposti a livello europeo, ovvero i 50 m farfalla e i 100 m dorso.
Ha fatto parte della spedizione italiana ai mondiali di nuoto in vasca corta di Melbourne, vincendo la medaglia d'oro nella 4x100 metri stile libero con i connazionali Alessandro Miressi, Paolo Conte Bonin, Leonardo Deplano e Manuel Frigo. Nell'occasione ha anche realizzato il primato mondiale della disciplina, grazie al tempo di 3'02"75, migliorando il precedente record di Caeleb Dressel, Blake Pieroni e Michael Chadwick e Ryan Held del 2018. Conquista anche la medaglia d'oro nei 100m misti con il tempo di 50"97 e una medaglia di bronzo nella staffetta 4x200 metri stile libero, nuotando in seconda frazione con il tempo di 1’42″61 lanciato.
Inizia il 2023 partecipando ai campionati mondiali di Fukuoka, dove sale sul gradino più alto del podio nei 50 metri farfalla, facendo peraltro siglare il nuovo record italiano con il crono di 22"68. Non riesce invece, da detentore del record del mondo, a confermare l'oro nei 100 metri dorso vinto l'anno precedente in Ungheria, piazzandosi secondo alle spalle dello statunitense Ryan Murphy. Un altro argento arriverà, infine, dalla staffetta 4x100 metri stile libero. Conclude l'anno solare agli europei in corta di Otopeni, che si riveleranno essere per lui in chiaroscuro: ad un oro (4x50 metri misti) ed un argento (4x50 metri stile libero) nelle staffette, infatti, faranno da contraltare due squalifiche nelle semifinali di entrambe le gare individuali cui aveva deciso di partecipare, i 100 ed i 200 metri misti.
Nel 2024 rinuncia alla partecipazione ai mondiali in programma in febbraio a Doha. Alle Olimpiadi di Parigi dapprima sale sul secondo gradino del podio nella staffetta 4x100 metri stile libero e poi, due giorni dopo, vince la medaglia d'oro nei 100 metri dorso con il crono di 52"00, diventando peraltro il primo nuotatore italiano ad aggiudicarsi il titolo olimpico in tale specialità.

### 2025-
Nel 2025 inizia ad allenarsi in Australia, sotto la guida tecnica di Dean Boxall. Il 21 aprile, nel corso dei campionati australiani, firma il nuovo primato italiano nei 200 metri dorso con il crono di 1'55"71.
Tra luglio ed agosto partecipa ai mondiali di Singapore, salendo sul secondo gradino del podio nei 100 metri dorso e nella 4x100 m stile libero (con il crono di 3'09"58, nuovo record italiano), e sul terzo nei 50 metri farfalla, stabilendo anche in tale circostanza il record italiano in 22"67. Il 1° agosto firma il nuovo record nazionale anche nei 100 metri farfalla, nuotando la semifinale mondiale in 50"42.

## Primati personali

### Vasca lunga (50 m)
| Distanza           | Tempo   |
| ------------------ | ------- |
| 50 m dorso         | 24"40   |
| 100 m dorso        | 51"60   |
| 200 m dorso        | 1'55"71 |
| 50 m stile libero  | 22"33   |
| 100 m stile libero | 47"71   |
| 200 m stile libero | 1'46'52 |
| 50 m delfino       | 22"67   |
| 100 m delfino      | 50"42   |
| 200 m misti        | 1'59"89 |

### Vasca corta (25 m)
| Distanza           | Tempo    |
| ------------------ | -------- |
| 50 m dorso         | 23"22    |
| 100 m dorso        | 49"59    |
| 200 m dorso        | 1'53"24  |
| 50 m stile libero  | 21"42    |
| 100 m stile libero | 45"72    |
| 200 m stile libero | 1'43''45 |
| 50 m delfino       | 22"19    |
| 100 m delfino      | 50"56    |
| 100 m misti        | 50"97    |
| 200 m misti        | 1'51"90  |

## Progressione
| Vasca da 50 metri | Vasca da 50 metri | Vasca da 50 metri | Vasca da 50 metri | Vasca da 50 metri | Vasca da 50 metri | Vasca da 50 metri | Vasca da 50 metri | Vasca da 50 metri | Vasca da 50 metri |
| Stagione          | 50 do             | 100 do            | 200 do            | 50 sl             | 100 sl            | 200 sl            | 50 fa             | 100 fa            | 200 mx            |
| ----------------- | ----------------- | ----------------- | ----------------- | ----------------- | ----------------- | ----------------- | ----------------- | ----------------- | ----------------- |
| 2024/2025         | ---               | 51''80            | 1'55"71           | 22''84            | 48''17            | 1'47''97          | 22''67            | 50''42            | ---               |
| 2023/2024         | 24''55            | 52''00            | 1'56''49          | 22''45            | 47''97            | 1'51''56          | 23'01             | 52''15            |                   |
| 2022/2023         | ---               | 52"16             | ---               | ---               | ---               | 1'46''52          | 22"68             | ---               | ---               |
| 2021/2022         | 24"40             | 51"60             | 1'59"81           | ---               | 48"67             |                   | 22"79             | 51"38             | ---               |
| 2020/2021         | 25"12             | 52"30             | ---               | ---               | 47"71             |                   | 23"22             | 52"36             | ---               |
| 2019/2020         | ---               | 53"40             | ---               | ---               | 48"98             |                   | 23"29             | 52"66             | 2'02"30           |
| 2018/2019         | 25"16             | 53"37             | 2'03"97           | 22"33             | 49"09             |                   | 23"37             | 54"18             | 1'59"89           |
| 2017/2018         | 25"45             | 53"85             | 2'00"26           | 22"76             | 48"87             |                   | 23"66             | 54"72             | 2'00"43           |
| 2016/2017         | 25"71             | 54"72             | 2'02"42           | 23"06             | 50"42             |                   | 24"50             | 55"18             | 2'02"16           |
| 2015/2016         | 26"35             | 56"05             | 2'06"77           | 23"25             | 50"98             |                   | 24"86             | 55"10             | 2'06"01           |

| Vasca da 25 metri | Vasca da 25 metri | Vasca da 25 metri | Vasca da 25 metri | Vasca da 25 metri | Vasca da 25 metri | Vasca da 25 metri | Vasca da 25 metri | Vasca da 25 metri | Vasca da 25 metri | Vasca da 25 metri | Vasca da 25 metri |
| Stagione          | 50 do             | 100 do            | 200 do            | 50 sl             | 100 sl            | 50 fa             | 100 fa            | 100 mx            | 200 mx            | 50 rana           | 100 rana          |
| ----------------- | ----------------- | ----------------- | ----------------- | ----------------- | ----------------- | ----------------- | ----------------- | ----------------- | ----------------- | ----------------- | ----------------- |
| 2024/2025         | ---               | 49''68            | ---               | 22''25            | 46''25            | 22''35            | ---               | 51''15            | ---               | ---               | ---               |
| 2023/2024         | ---               | 50''15            | ---               | ---               | ---               | 24''47            | ---               | 53''38            | 1'51''90          | 26''76            | 57''35            |
| 2022/2023         | 23''22            | 49''59            | 1'53''24          | 21''58            | 45''72            | 22''57            | ---               | 50''97            | 1'54''36          |                   |                   |
| 2021/2022         | 23''51            | 50''22            |                   | 21''51            | 46''60            | 22''19            | 50''56            | 51''40            | 1'52''49          |                   |                   |
| 2020/2021         | ---               | ---               | ---               | 21"42             | ---               | ---               | 50"83             | ---               | 1'57"79           |                   |                   |
| 2019/2020         | ---               | 51"89             | ---               | 21"67             | 47"35             | 22"88             | 50"69             | 52"03             | 1'55"24           |                   |                   |
| 2018/2019         | 23"91             | 50"80             | 1'58"51           | 21"62             | 48"24             | 23"17             | 51"90             | 53"12             | 1'53"26           |                   |                   |
| 2017/2018         | 24"16             | 51"70             | 1'56"96           | 22"19             | 48"60             | 23"65             | 52"96             | 54"23             | 1'55"14           |                   |                   |
| 2016/2017         | 25"13             | 52"63             | 1'56"34           | 22"57             | 48"72             | 24"50             | 54"55             | 55"16             | 1'56"59           |                   |                   |
| 2015/2016         | 25"59             | 54"25             | 1'58"17           | 22"73             | 49"93             | ---               | 57"36             | 57"39             | 2'00"18           |                   |                   |

Fonte: Federnuoto, Swimrankings, Aquatime

## Record nazionali

### Vasca lunga
- 50 metri dorso 24"40 ( Roma, 15 agosto 2022)
- 100 metri dorso 51"60  ( Budapest, 20 giugno 2022)
- 200 metri dorso 1'55"71 ( Brisbane, 21 aprile 2025)
- 50 metri farfalla 22"67 ( Singapore, 28 luglio 2025)
- 100 metri farfalla 50"42 ( Singapore, 1° agosto 2025)
- Staffetta 4x100 metri stile libero 3'10"11 ( Tokyo, 26 luglio 2021) (Alessandro Miressi (47"72), Thomas Ceccon (47"45), Lorenzo Zazzeri (47"31), Manuel Frigo (47"63))
- Staffetta 4x100 metri stile libero mista 3'22"64 ( Budapest, 22 maggio 2021) (Alessandro Miressi (47"63), Thomas Ceccon (47"59), Federica Pellegrini (53"58), Silvia Di Pietro (53"84))
- Staffetta 4x100 metri mista 3'27"51 = ( Budapest, 25 giugno 2022) (Thomas Ceccon (51"93), Nicolò Martinenghi (57"47), Federico Burdisso (50"63), Alessandro Miressi (47"48))
- Staffetta 4x100 metri mista mista 3'39"28 ( Tokyo, 31 luglio 2021) (Thomas Ceccon (52"23), Nicolò Martinenghi (57"73), Elena Di Liddo (56"62), Federica Pellegrini (52"70))

### Vasca corta
- Staffetta 4×100 metri stile libero: 3'02"75  ( Melbourne, 13 dicembre 2022) (Alessandro Miressi (46.15), Paolo Conte Bonin (45.93), Leonardo Deplano (45.54), Thomas Ceccon (45.13))
- Staffetta 4×200 metri stile libero: 6'49"63 ( Melbourne, 16 dicembre 2022) (Matteo Ciampi (1'42"68), Thomas Ceccon (1'42"61), Alberto Razzetti (1'42"76), Paolo Conte Bonin (1'41"58))

## Palmarès

### Competizioni internazionali
| Anno | Manifestazione          | Sede             | Evento             | Risultato         | Prestazione | Note                  |
| ---- | ----------------------- | ---------------- | ------------------ | ----------------- | ----------- | --------------------- |
| 2016 | Europei giovanili       | Hódmezővásárhely | 100m dorso         | 20º in batteria   | 56"68       |                       |
| 2016 | Europei giovanili       | Hódmezővásárhely | 50m farfalla       | 34º in batteria   | 25"26       |                       |
| 2016 | Europei giovanili       | Hódmezővásárhely | 100m farfalla      | 58º in batteria   | 57"02       |                       |
| 2016 | Europei giovanili       | Hódmezővásárhely | 200m misti         | 29º in batteria   | 2'08"06     |                       |
| 2016 | Europei giovanili       | Hódmezővásárhely | 400m misti         | 29º in batteria   | 4'38"00     |                       |
| 2017 | Europei giovanili       | Netanya          | 50m sl             | 23º in batteria   | 23"58       |                       |
| 2017 | Europei giovanili       | Netanya          | 100m sl            | 43º in batteria   | 52"20       |                       |
| 2017 | Europei giovanili       | Netanya          | 50m dorso          | 8º                | 26"18       |                       |
| 2017 | Europei giovanili       | Netanya          | 100m dorso         | 5º                | 55"05       |                       |
| 2017 | Europei giovanili       | Netanya          | 200m misti         | 15º in semifinale | 2'09"20     |                       |
| 2017 | Europei giovanili       | Netanya          | 4x100m sl          | 4º                | 3'20"10     |                       |
| 2017 | Europei giovanili       | Netanya          | 4x100m misti       | Oro               | 3'35"24     |                       |
| 2017 | Europei giovanili       | Netanya          | 4x100m misti mista | Oro               | 3'50"99     | [ 63 ]                |
| 2017 | EYOF                    | Győr             | 50m sl             | 2º in batteria    | 23"58       | [ 64 ]                |
| 2017 | EYOF                    | Győr             | 100m sl            | Bronzo            | 50"85       |                       |
| 2017 | EYOF                    | Győr             | 200m sl            | 18º in batteria   | 1'55"37     |                       |
| 2017 | EYOF                    | Győr             | 100m dorso         | 10º in batteria   | 58"33       | [ 64 ]                |
| 2017 | EYOF                    | Győr             | 200m dorso         | Finale            | dns         |                       |
| 2017 | EYOF                    | Győr             | 200m misti         | Oro               | 2'02"35     |                       |
| 2017 | EYOF                    | Győr             | 4x100m sl          | Argento           | 3'27"58     |                       |
| 2017 | EYOF                    | Győr             | 4x100m sl mista    | Argento           | 3'34"33     |                       |
| 2017 | EYOF                    | Győr             | 4x100m misti       | Bronzo            | 2'09"20     |                       |
| 2017 | EYOF                    | Győr             | 4x100m misti mista | 10º in batteria   | 4'06"37     |                       |
| 2017 | Mondiali giovanili      | Indianapolis     | 50m dorso          | 10º in semifinale | 26"03       |                       |
| 2017 | Mondiali giovanili      | Indianapolis     | 100m dorso         | 9º in semifinale  | 55"89       |                       |
| 2017 | Mondiali giovanili      | Indianapolis     | 200m misti         | 31º in batteria   | 2'08"74     |                       |
| 2017 | Mondiali giovanili      | Indianapolis     | 4x100m sl          | 7º                | 3'20"29     |                       |
| 2017 | Mondiali giovanili      | Indianapolis     | 4x100m mista       | Argento           | 3'36"44     |                       |
| 2017 | Europei in vasca corta  | Copenaghen       | 100m dorso         | 39º in batteria   | 53"57       |                       |
| 2017 | Europei in vasca corta  | Copenaghen       | 100m misti         | 27º in batteria   | 55"02       |                       |
| 2017 | Europei in vasca corta  | Copenaghen       | 200m misti         | 33º in batteria   | 1'59"80     |                       |
| 2018 | Europei giovanili       | Helsinki         | 50m dorso          | 7º                | 22"87       |                       |
| 2018 | Europei giovanili       | Helsinki         | 50m dorso          | 5º                | 25"45       |                       |
| 2018 | Europei giovanili       | Helsinki         | 100m dorso         | 5º                | 54"73       |                       |
| 2018 | Europei giovanili       | Helsinki         | 200m dorso         | 15º in semifinale | 2'04"45     |                       |
| 2018 | Europei giovanili       | Helsinki         | 200m misti         | 16º in semifinale | 2'06"10     |                       |
| 2018 | Europei giovanili       | Helsinki         | 4x100m sl          | Argento           | 3'18"79     |                       |
| 2018 | Europei giovanili       | Helsinki         | 4x100m mista       | Bronzo            | 3'39"28     |                       |
| 2018 | Europei                 | Glasgow          | 50m dorso          | 16º in semifinale | 25"50       |                       |
| 2018 | Europei                 | Glasgow          | 100m dorso         | 5º                | 53"85       |                       |
| 2018 | Europei                 | Glasgow          | 4x100m sl          | 9º in batteria    | 3'37"24     |                       |
| 2018 | Olimpiadi giovanili     | Buenos Aires     | 50m sl             | Oro               | 22"33       |                       |
| 2018 | Olimpiadi giovanili     | Buenos Aires     | 100m sl            | 18º in batteria   | 51"42       |                       |
| 2018 | Olimpiadi giovanili     | Buenos Aires     | 50m dorso          | Argento           | 25"27       |                       |
| 2018 | Olimpiadi giovanili     | Buenos Aires     | 100m dorso         | Bronzo            | 53"65       |                       |
| 2018 | Olimpiadi giovanili     | Buenos Aires     | 50m farfalla       | 4º                | 23"65       |                       |
| 2018 | Olimpiadi giovanili     | Buenos Aires     | 200m misti         | Argento           | 2'01"29     |                       |
| 2018 | Olimpiadi giovanili     | Buenos Aires     | 4x100m sl          | Bronzo            | 3'22"01     |                       |
| 2018 | Olimpiadi giovanili     | Buenos Aires     | 4x100m mista       | 5º                | 3'45"23     |                       |
| 2018 | Mondiali in vasca corta | Hangzhou         | 100m dorso         | 15º in semifinale | 50"96       |                       |
| 2018 | Mondiali in vasca corta | Hangzhou         | 200m misti         | 20º in batteria   | 1'56"20     |                       |
| 2019 | Europei giovanili       | Kazan'           | 50m sl             | Semifinale        | dns         |                       |
| 2019 | Europei giovanili       | Kazan'           | 100m sl            | 15º in semifinale | 50"77       |                       |
| 2019 | Europei giovanili       | Kazan'           | 50m dorso          | Oro               | 25"24       |                       |
| 2019 | Europei giovanili       | Kazan'           | 100m dorso         | Oro               | 54"13       |                       |
| 2019 | Europei giovanili       | Kazan'           | 4x100m sl          | Argento           | 3'18"54     |                       |
| 2019 | Europei giovanili       | Kazan'           | 4x100m sl mista    | Bronzo            | 3'30"12     |                       |
| 2019 | Europei giovanili       | Kazan'           | 4x200m sl          | 6º                | 7'27"43     |                       |
| 2019 | Europei giovanili       | Kazan'           | 4x100m misti       | Argento           | 3'37"63     |                       |
| 2019 | Europei giovanili       | Kazan'           | 4x100m misti mista | 5º                | 3'55"49     |                       |
| 2019 | Mondiali                | Gwangju          | 50m dorso          | 26º in batteria   | 25"58       |                       |
| 2019 | Mondiali                | Gwangju          | 100m dorso         | 27º in batteria   | 54"20       |                       |
| 2019 | Mondiali giovanili      | Budapest         | 50m dorso          | Bronzo            | 25"35       |                       |
| 2019 | Mondiali giovanili      | Budapest         | 100m dorso         | Oro               | 53"46       | Record dei campionati |
| 2019 | Mondiali giovanili      | Budapest         | 50m farfalla       | Oro               | 23"37       |                       |
| 2019 | Mondiali giovanili      | Budapest         | 200m misti         | 12º in batteria   | 2'02"19     |                       |
| 2019 | Mondiali giovanili      | Budapest         | 4x100m sl          | Bronzo            | 3'16"29     |                       |
| 2019 | Mondiali giovanili      | Budapest         | 4x100m sl mista    | Bronzo            | 3'16"29     |                       |
| 2019 | Mondiali giovanili      | Budapest         | 4x100m misti       | Finale            | dq          |                       |
| 2019 | Europei in vasca corta  | Glasgow          | 50m farfalla       | 11º in semifinale | 22"88       |                       |
| 2019 | Europei in vasca corta  | Glasgow          | 100m misti         | 4º                | 52"03       |                       |
| 2019 | Europei in vasca corta  | Glasgow          | 200m misti         | 12º in batteria   | 1'55"24     |                       |
| 2019 | Europei in vasca corta  | Glasgow          | 4x50m sl           | Bronzo            | 1'24"50     | [ 63 ]                |
| 2019 | Europei in vasca corta  | Glasgow          | 4x50m misti mista  | 10º in batteria   | 1'40"13     |                       |
| 2021 | Europei                 | Budapest         | 50m dorso          | 14º in semifinale | 25"26       |                       |
| 2021 | Europei                 | Budapest         | 100m dorso         | 6º                | 53"02       |                       |
| 2021 | Europei                 | Budapest         | 50m farfalla       | 8º                | 23"56       |                       |
| 2021 | Europei                 | Budapest         | 4x100m sl          | Bronzo            | 3'11"87     |                       |
| 2021 | Europei                 | Budapest         | 4x100m sl mista    | Bronzo            | 3'22"64     | Record nazionale      |
| 2021 | Europei                 | Budapest         | 4x100m misti       | Bronzo            | 3'29"93     |                       |
| 2021 | Giochi olimpici         | Tokyo            | 100m sl            | 12º in semifinale | 48"05       |                       |
| 2021 | Giochi olimpici         | Tokyo            | 100m dorso         | 4º                | 52"30       | Record nazionale      |
| 2021 | Giochi olimpici         | Tokyo            | 4x100m sl          | Argento           | 3'10"11     |                       |
| 2021 | Giochi olimpici         | Tokyo            | 4x100m misti       | Bronzo            | 3'29"17     |                       |
| 2021 | Giochi olimpici         | Tokyo            | 4x100m misti mista | 4º                | 3'39"28     |                       |
| 2021 | Europei in vasca corta  | Kazan'           | 50m farfalla       | Bronzo            | 22"24       |                       |
| 2021 | Europei in vasca corta  | Kazan'           | 100m misti         | 10º in semifinale | 53"05       |                       |
| 2021 | Europei in vasca corta  | Kazan'           | 200m misti         | Argento           | 1'52"49     |                       |
| 2021 | Europei in vasca corta  | Kazan'           | 4x50m sl           | Argento           | 1'22"92     |                       |
| 2021 | Europei in vasca corta  | Kazan'           | 4x50m misti        | Oro               | 1'30"14     | [ 63 ]                |
| 2021 | Mondiali in vasca corta | Abu Dhabi        | 100m dorso         | 9º in semifinale  | 50"22       |                       |
| 2021 | Mondiali in vasca corta | Abu Dhabi        | 50m farfalla       | 12º in semifinale | 22"74       |                       |
| 2021 | Mondiali in vasca corta | Abu Dhabi        | 100m misti         | Bronzo            | 51"40       |                       |
| 2021 | Mondiali in vasca corta | Abu Dhabi        | 4x50m misti        | Bronzo            | 1'30"78     | [ 63 ]                |
| 2021 | Mondiali in vasca corta | Abu Dhabi        | 4x100m sl          | Argento           | 3'03"61     | Record nazionale      |
| 2021 | Mondiali in vasca corta | Abu Dhabi        | 4x100m misti       | Oro               | 3'19"76     | [ 63 ]                |
| 2021 | Mondiali in vasca corta | Abu Dhabi        | 4x200m sl          | 4º                | 6'51"48     | Record nazionale      |
| 2022 | Mondiali                | Budapest         | 50m dorso          | 4º                | 24"51       |                       |
| 2022 | Mondiali                | Budapest         | 100m dorso         | Oro               | 51"60       | Record mondiale       |
| 2022 | Mondiali                | Budapest         | 50m farfalla       | 5º                | 22"86       |                       |
| 2022 | Mondiali                | Budapest         | 4x100m sl          | Bronzo            | 3'10"95     |                       |
| 2022 | Mondiali                | Budapest         | 4x100m misti       | Oro               | 3'27"51     | Record europeo        |
| 2022 | Mondiali                | Budapest         | 4x100m misti mista | 5º                | 3'41"67     |                       |
| 2022 | Europei                 | Roma             | 100m sl            | 14º in batteria   | 48"92       | [ 65 ]                |
| 2022 | Europei                 | Roma             | 50m dorso          | Argento           | 24"40       | Record nazionale      |
| 2022 | Europei                 | Roma             | 100m dorso         | Oro               | 52"21       |                       |
| 2022 | Europei                 | Roma             | 50m farfalla       | Oro               | 22"89       |                       |
| 2022 | Europei                 | Roma             | 4x100m sl          | Oro               | 3'10"50     |                       |
| 2022 | Europei                 | Roma             | 4x100m misti       | Oro               | 3'28"46     | Record dei campionati |
| 2022 | Mondiali in vasca corta | Melbourne        | 100m sl            | 5º                | 45"72       |                       |
| 2022 | Mondiali in vasca corta | Melbourne        | 50m farfalla       | 19º in batteria   | 22"57       |                       |
| 2022 | Mondiali in vasca corta | Melbourne        | 100m misti         | Oro               | 50"97       |                       |
| 2022 | Mondiali in vasca corta | Melbourne        | 4x50m sl           | Argento           | 1'23"48     |                       |
| 2022 | Mondiali in vasca corta | Melbourne        | 4x50m mista        | Oro               | 1'29"72     | [ 63 ]                |
| 2022 | Mondiali in vasca corta | Melbourne        | 4x100m sl          | Oro               | 3'02"75     | Record mondiale       |
| 2022 | Mondiali in vasca corta | Melbourne        | 4x100m misti       | Bronzo            | 3'19"06     | Record europeo        |
| 2022 | Mondiali in vasca corta | Melbourne        | 4x200m sl          | Bronzo            | 6'49"73     | Record nazionale      |
| 2023 | Mondiali                | Fukuoka          | 50m dorso          | 5º                | 24"58       |                       |
| 2023 | Mondiali                | Fukuoka          | 100m dorso         | Argento           | 52"27       |                       |
| 2023 | Mondiali                | Fukuoka          | 50m farfalla       | Oro               | 22"68       | Record nazionale      |
| 2023 | Mondiali                | Fukuoka          | 4x100m sl          | Argento           | 3'10"49     |                       |
| 2023 | Mondiali                | Fukuoka          | 4x100m misti       | 9º in batteria    | 3'33"54     |                       |
| 2023 | Mondiali                | Fukuoka          | 4x100m misti mista | 5º                | 3'24"53     |                       |
| 2023 | Europei in vasca corta  | Otopeni          | 100m misti         | Semifinale        | dq          |                       |
| 2023 | Europei in vasca corta  | Otopeni          | 200m misti         | Semifinale        | dq          |                       |
| 2023 | Europei in vasca corta  | Otopeni          | 4x50m sl           | Argento           | 1'23"13     |                       |
| 2023 | Europei in vasca corta  | Otopeni          | 4x50m misti        | Oro               | 1'30"78     |                       |
| 2024 | Giochi olimpici         | Parigi           | 100m dorso         | Oro               | 52"00       |                       |
| 2024 | Giochi olimpici         | Parigi           | 4x100m sl          | Bronzo            | 3'10"70     |                       |
| 2025 | Mondiali                | Singapore        | 100m dorso         | Argento           | 51"90       |                       |
| 2025 | Mondiali                | Singapore        | 50m farfalla       | Bronzo            | 22"67       | Record nazionale      |
| 2025 | Mondiali                | Singapore        | 4x100m sl          | Argento           | 3'09"58     |                       |

### Campionati italiani
18 titoli individuali e 6 staffette, così ripartiti:
- 1 nei 100m stile libero
- 1 nei 200m stile libero
- 3 nei 50m dorso
- 7 nei 100m dorso
- 3 nei 50m farfalla
- 3 nei 200m misti
- 1 nella 4x50m mista
- 2 nella 4x100m mista
- 3 nella 4x100m stile libero

| Anno | Edizione    | Stile libero 100 m | Stile libero 200 m | Dorso 50 m | Dorso 100 m | Farfalla 50 m | Farfalla 100 m | Misti 200 m | St. libero 4x50 m | St. libero 4x100 m | St. libero 4x200 m | Misti 4x50 m | Misti 4x100 m |
| ---- | ----------- | ------------------ | ------------------ | ---------- | ----------- | ------------- | -------------- | ----------- | ----------------- | ------------------ | ------------------ | ------------ | ------------- |
| 2017 | Invernali   | -                  | -                  | -          | -           | -             | -              | 1           | -                 | -                  | -                  | -            | -             |
| 2018 | Primaverili | -                  | -                  | 3          | 1           | -             | -              | 1           | -                 | -                  | -                  | -            | -             |
| 2018 | Invernali   | -                  | -                  | -          | 2           | -             | -              | 1           | 2                 | -                  | -                  | 1            | -             |
| 2019 | Primaverili | -                  | -                  | 1          | 1           | -             | -              | -           | -                 | 2                  | 3                  | -            | -             |
| 2019 | Invernali   | -                  | -                  | 1          | -           | -             | -              | -           | -                 | -                  | -                  | -            | -             |
| 2020 | Estivi      | -                  | -                  | -          | 1           | 1             | -              | -           | -                 | -                  | -                  | -            | -             |
| 2020 | Invernali   | 2                  | -                  | -          | 1           | 1             | 3              | -           | -                 | -                  | -                  | -            | -             |
| 2021 | Primaverili | 2                  | -                  | -          | -           | 2             | -              | -           | -                 | -                  | -                  | -            | -             |
| 2021 | Invernali   | 1                  | 1                  | -          | -           | 2             | -              | -           | -                 | -                  | -                  | -            | -             |
| 2022 | Primaverili | -                  | -                  | 2          | 1           | -             | -              | -           | -                 | 1                  | -                  | -            | -             |
| 2023 | Primaverili | -                  | -                  | 1          | 1           | -             | -              | -           | -                 | 1                  | 3                  | -            | 1             |
| 2023 | Invernali   | -                  | -                  | -          | 1           | 1             | -              | -           | -                 | -                  | -                  | -            | -             |
| 2024 | Primaverili | -                  | -                  | -          | -           | -             | -              | -           | -                 | 1                  | -                  | -            | 1             |

## International Swimming League
| Stagione 2021   |
| --------------- |
| Aqua Centurions |